# Pont de Sèvres (stanice metra v Paříži)
Pont de Sèvres je konečná stanice pařížského metra na západním konci linky 9. Nachází se již za hranicí Paříže ve městě Boulogne-Billancourt pod Avenue du Général Leclerc.

## Historie
Stanice byla otevřena 3. února 1934 při rozšíření linky 9 ze stanice Porte de Saint-Cloud.

## Název
Stanice byla pojmenována po nedalekém mostu, který vede přes Seinu do města Sèvres na pravém břehu, a u kterého končí Avenue du Général Leclerc.

## Vstupy
Stanice má východ na autobusové nádraží, které se nachází nad stanicí.

## Zajímavosti v okolí
- Musée national de Céramique (Národní muzeum keramiky)
- Parc de Saint-Cloud na pravém břehu Seiny